# Horatio (cráter)

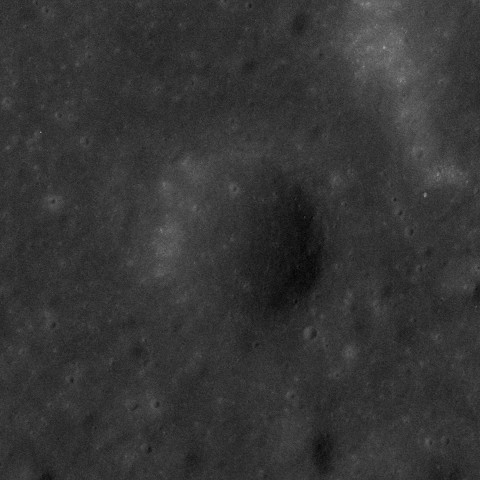
Imagen panorámica desde el Apolo 17

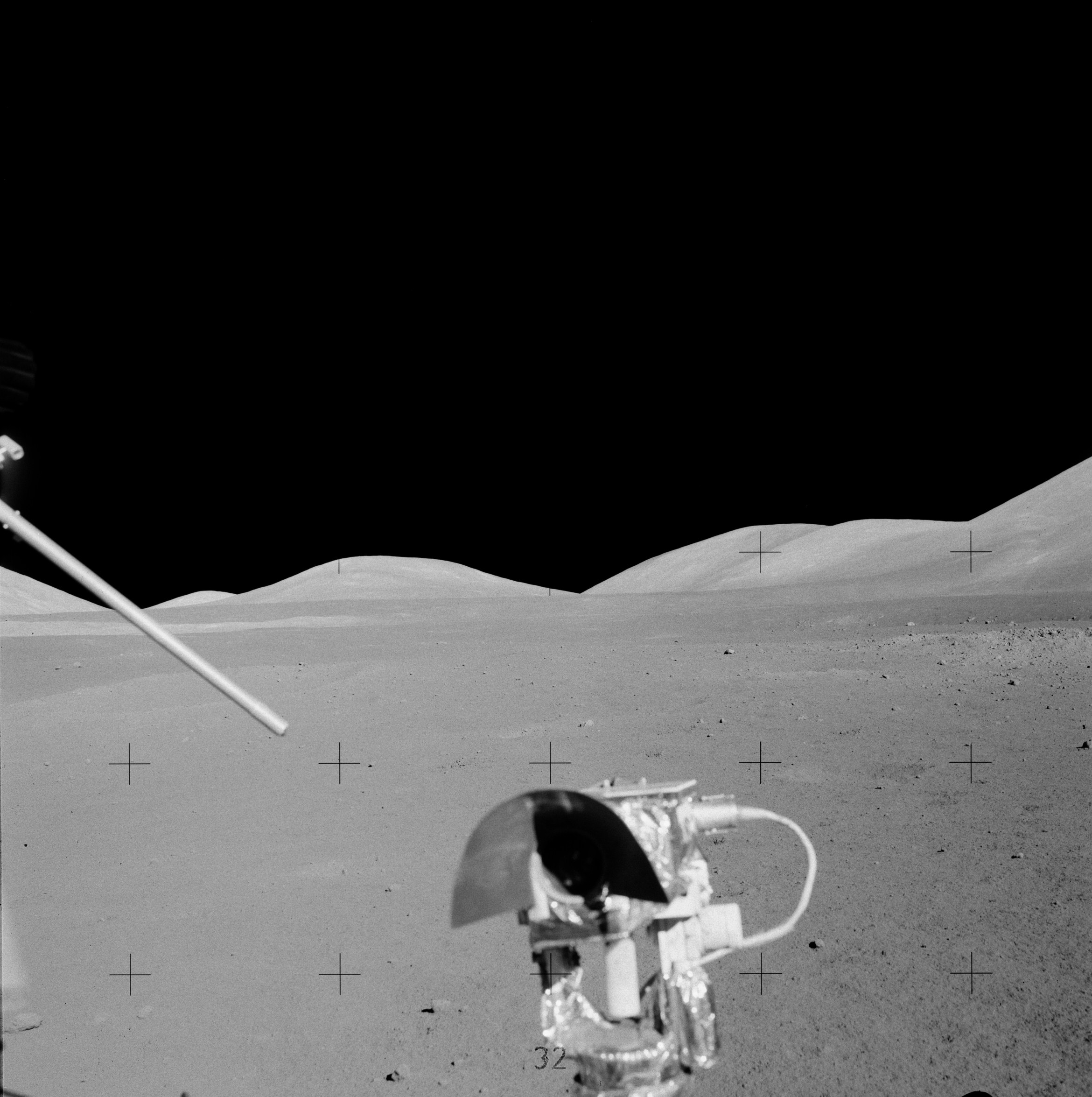
Foto tomada desde el rover mientras se dirige hacia el oeste desde el lugar de aterrizaje en dirección al Macizo Sur. Parte de Horatio probablemente aparece a la derecha.

Horatio es un pequeño cráter lunar situado en el valle Taurus-Littrow. Los astronautas Eugene Cernan y Harrison Schmitt recorrieron su contorno a bordo de su rover durante la misión Apolo 17 en 1972, pero no se detuvieron en él.
El cráter Camelot (más grande) se halla al noreste. La Estación Geológica 5 se encuentra en el borde sur de Camelot. Victory aparece al noroeste, y Brontë al suroeste.

## Denominación
El cráter fue nombrado por los astronautas en referencia a Horatio Hornblower, un personaje ficticio de los trabajos de Cecil Scott Forester. La denominación tiene su origen en los topónimos utilizados en la hoja a escala 1/50.000 del Lunar Topophotomap con la referencia "43D1S1 Apollo 17 Landing Area".